# Town Hill
Town Hill är en kulle i Bermuda (Storbritannien).   Den ligger i parishen Smith's, i den centrala delen av landet, 5 km nordost om huvudstaden Hamilton. Toppen på Town Hill är 77 meter över havet.
Town Hill är den högsta punkten på ön Bermuda. Trakten är glest befolkad. Närmaste större samhälle är Saint George, 8,8 km nordost om Town Hill.